# Bernardo Álvarez Afonso

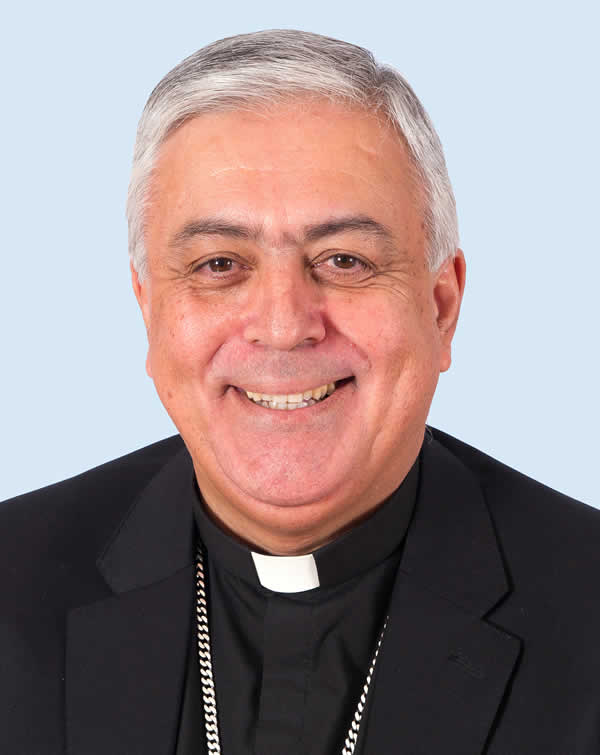
Bernardo Álvarez Afonso (2016)

Bischofswappen von Bernardo Álvarez Alfonso

Bernardo Álvarez Afonso (* 29. Juli 1949 in Breña Alta) ist ein spanischer Geistlicher und emeritierter römisch-katholischer Bischof von San Cristóbal de La Laguna.

## Leben
Bernardo Álvarez Afonso besuchte die Grundschule und die weiterführende Schule in Santa Cruz de La Palma. 1967 nahm er an der Universität La Laguna in San Cristóbal de La Laguna zunächst ein Studium im Fach technische Architektur auf. Von Oktober 1969 bis Juni 1976 studierte er Philosophie und Katholische Theologie am Priesterseminar in Santa Cruz de Tenerife. Am 16. Juli 1976 empfing er durch den Bischof von San Cristóbal de La Laguna, Luis Franco Cascón CSsR, das Sakrament der Priesterweihe für das Bistum San Cristóbal de La Laguna.
Nach der Priesterweihe war Álvarez Afonso zunächst als Pfarrer in Agulo und in Hermigua auf La Gomera (1976–1980) sowie als Pfarrer der Pfarreien San Isidro und San Pío X in Los Llanos de Aridane (1980–1982) und San Miguel und Nuestra Señora del Carmen in Tazacorte (1982–1986) tätig, bevor er Pfarrer der Pfarreien San Fernando Rey und San Martín de Porres in Santa Cruz de Tenerife sowie Erzpriester von Ofra wurde. Daneben erlangte er im Juni 1987 an der Facultad de Teología del Norte de España in Burgos einen Abschluss im Fach Katholische Theologie. Von Oktober 1988 bis Juli 1992 war er Spiritual am Priesterseminar in Santa Cruz de Tenerife. Zudem fungierte er von Oktober 1988 bis Juni 1989 als Sekretär der Diözesanversammlung und von Oktober 1987 bis Juli 1992 als Sekretär der Pastoralabteilung des Bistums San Cristóbal de La Laguna sowie von Oktober 1989 bis Juli 1992 als Delegat für die Liturgie im Bistum. 1992 wurde er für weiterführende Studien nach Rom entsandt, wo er 1994 an der Päpstlichen Universität Gregoriana ein Lizenziat im Fach Dogmatik erwarb. Nach der Rückkehr in seine Heimat leitete Álvarez Afonso von 1994 bis 1999 die Abteilung für Erwachsenenkatechese und wirkte erneut als Sekretär der Pastoralabteilung. Von September 1995 bis Mai 1999 fungierte er zusätzlich als Generalsekretär der ersten Diözesansynode des Bistums San Cristóbal de La Laguna. Ab Mai 1999 war Álvarez Afonso Generalvikar des Bistums. Außerdem war er von Oktober 1994 bis Oktober 2004 für das kirchliche Amtsblatt des Bistums zuständig.
Neben seiner Tätigkeit in der Verwaltung des Bistums lehrte Álvarez Afonso bereits ab 1988 Dogmatik und Pastoraltheologie am Priesterseminar in Santa Cruz de Tenerife und am diözesanen theologischen Institut für Laien. Ferner gehörte er ab Oktober 1994 dem katechetischen Beirat der Spanischen Bischofskonferenz an und arbeitete ab 1998 im Nationalen Sekretariat für den Klerus mit.
Am 29. Juni 2005 ernannte ihn Papst Benedikt XVI. zum Bischof von San Cristóbal de La Laguna. Der Apostolische Nuntius in Spanien, Erzbischof Manuel Monteiro de Castro, spendete ihm am 4. September desselben Jahres in der Kirche Nuestra Señora de la Concepción in San Cristóbal de La Laguna die Bischofsweihe; Mitkonsekratoren waren die emeritierten Bischöfe von San Cristóbal de La Laguna, Felipe Fernández García und Damián Iguacén Borau. Sein Wahlspruch Omnibus omnia factus sum („Allen bin ich alles geworden“) stammt aus 1 Kor 9,22 .
In der Spanischen Bischofskonferenz gehörte Álvarez Afonso von 2008 bis 2020 der Kleruskommission sowie ab März 2020 der Kommission für den Klerus und die Priesterseminare an. Darüber  hinaus leitete er ab Februar 2012 den Nationalen Rat für den Ständigen Diakonat.
Papst Franziskus nahm am 16. September 2024 das altersbedingte Rücktrittsgesuch von Bernardo Álvarez Afonso an.

## Wappen
Das Schild des Bischofswappens von Bernardo Álvarez Afonso gliedert sich in vier Felder: Im linken oberen Feld ist ein Bildnis der Jungfrau Maria zu sehen. Das rechte obere Feld zeigt die gekreuzten goldenen Schlüssel, die für den heiligen Petrus stehen. Hiermit nimmt Álvarez Afonso Bezug auf seine Heimatpfarrei San Pedro Apóstol in Breña Alta und den Tag seiner Bischofsernennung, der der Gedenktag des hl. Petrus ist. Die beiden unteren Felder beziehen sich auf die Wappen der Familien Álvarez und Afonso. Der Bart des Wappens zeigt die Umrisse der zum Bistum San Cristóbal de La Laguna gehörenden Inseln La Palma, La Gomera, Teneriffa und El Hierro.

## Schriften
- La sinodalidad en la Iglesia. Principales presupuestos teológicos. 1995.
- La Iglesia diocesana. Reflexión teológica sobre la eclesialidad de la diócesis. Producciones Gráficas, La Laguna 1996, ISBN 978-84-922212-0-2.
- El  título „María Madre de la Iglesia“ y sus Implicaciones eclesiologicas. 1996.
- El discernimiento pastoral del ministerio sacerdotal. 1998.
- El Sacramento del orden, fuente de la caridad pastoral. 2000.
- En un mundo para todos, el Evangelio, ¿también para todos? 2001.
- La identidad eclesial del catequista. In: Teología y catequesis. Nr. 81, 2002, S. 49–76.
- Problemas y retos actuales para la transmisión de la fe. 2004.